# Benjamin Franklin Medal (Franklin Institute)

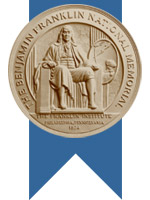
Benjamin Franklin-medaille

De Benjamin Franklin Medal is een Amerikaanse wetenschaps- en techniekprijs uitgereikt door het Franklin Institute in Philadelphia (Pennsylvania). De prijs is ingesteld ter ere van de Amerikaans wetenschapper en politicus Benjamin Franklin. 
Al sinds de oprichting in 1824 had het Franklin Institute een traditie ingesteld van wetenschapsprijzen toe te kennen.  Deze prijzen zijn de langste, ononderbroken reeks van toegekende wetenschappelijke erkenningen en technologieprijzen in de Verenigde Staten en een van de oudste wereldwijd. De eerste editie van het tijdschrift, de Journal of The Franklin Institute, uit januari 1826, biedt de eerste geschreven referentie naar deze prijzen. Doorheen de eeuwen zijn wel verschillende prijzen toegekend. Voor 1998 werden de volgende prijzen toegekend (tussen haakjes het jaar van de eerste laureaat): de Elliott Cresson Medal (1875), de Edward Longstreth Medal (1890), de Howard N. Potts Medal (1911), de Franklin Medal (1915), de George R. Henderson Medal (1924), de Louis E. Levy Medal (1924), de John Price Wetherill Medal (1926), de Frank P. Brown Medal (door FI: 1941), de Stuart Ballantine Medal (1947) en de Albert A. Michelson Medal (1968). Tot de winnaars behoren Henry Ford, Frank Lloyd Wright, Marie Curie en Thomas Edison.
Vanaf 1998 is deze prijs de opvolger van de Franklin Medal en de andere hierboven vermelde prijzen. Voortaan werden dus Benjamin Franklin Medals uitgereikt, waarvan er jaarlijks meerdere werden toegekend, voor verschillende wetenschapsdomeinen en ingenieurswetenschappen. Er zijn Benjamin Franklin Medals in "Chemistry", "Computer and Cognitive Science", "Earth and Environmental Science", "Electrical Engineering", "Life Science", "Mechanical Engineering" en "Physics". Er waren in een recenter verleden ook medaillies in "Earth Science", "Engineering" en "Materials Science".
Bijkomend worden sinds 1990 jaarlijks de Bower Award and Prize for Achievement in Science (kort de Bower Science Award) en de Bower Award for Business Leadership toegekend. Deze worden gefinancierd door een legaat van $7,5 miljoen uit 1988 van Henry Bower, een industrieel in de chemie uit Philadelphia. De Bower Science Award wordt hierdoor vergezeld van geldprijzen van $ 250.000, een van de grotere sommen voor een wetenschapsprijs in de Verenigde Staten. Het is het Committee on Science and the Arts van het Franklin Institute die de prijswinnaar selecteert.

## Lijst van winnaars

### 1998
- Emmanuel Desurvire (Engineering)
- Robert B. Laughlin (Physics)
- David N. Payne (Engineering)
- Stanley B. Prusiner (Life Science)
- Horst L. Störmer (Physics)
- Daniel C. Tsui (Physics)
- Ahmed H. Zewail (Chemistry)
- Martin J. Rees (Physics, Bower Award for Achievement in Science)
- John Diebel (Bower Award for Business Leadership)

### 1999
- Noam Chomsky (Computer and Cognitive Science)
- Douglas C. Engelbart (Computer and Cognitive Science)
- Walter Kaminsky (Chemistry)
- Barry J. Marshall (Life Science)
- John C. Mather (Physics)
- Richard W. Shorthill (Computer and Cognitive Science)
- Akira Tonomura (Physics)
- Victor Vali (Computer and Cognitive Science)
- Ralph J. Cicerone (Earth Science, Bower Award for Achievement in Science)
- P. Roy Vagelos (Bower Award for Business Leadership)

### 2000
- John Cocke (Computer and Cognitive Science)
- Eric Cornell (Physics)
- Gordon Danby (Mechanical Engineering)
- Eville Gorham (Earth Science)
- Robert H. Grubbs (Chemistry)
- Wolfgang Ketterle (Physics)
- Antoine Labeyrie (Electrical Engineering)
- James R. Powell (Mechanical Engineering)
- Carl Wieman (Physics)
- Alexander Rich (Life Science, Bower Award for Achievement in Science)
- William J. Rutter (Bower Award for Business Leadership)

### 2001
- Judah Folkman (Life Science)
- Alan H. Guth (Physics)
- Marvin Minsky (Computer and Cognitive Science)
- K. Barry Sharpless (Chemistry)
- Rob Van der Voo (Earth Science)
- Bernard Widrow (Electrical Engineering)
- Paul Baran (Electrical Engineering, Bower Award for Achievement in Science)
- Irwin Mark Jacobs (Bower Award for Business Leadership)

### 2002
- Norman L. Allinger (Chemistry)
- Mary-Dell Chilton (Life Science)
- Sumio Iijima (Physics)
- Shuji Nakamura (Engineering)
- Alexandra Navrotsky (Earth Science)
- Lucy Suchman (Computer and Cognitive Science)
- John W. Cahn (Materials Science, Bower Award for Achievement in Science)
- Gordon E. Moore (Bower Award for Business Leadership)

### 2003
- Bishnu S. Atal (Electrical Engineering)
- John Bahcall, Raymond Davis & Masatoshi Koshiba (Physics)
- Jane Goodall (Life Science)
- Robin M. Hochstrasser (Chemistry)
- John McCarthy (Computer and Cognitive Science)
- Norman A. Phillips & Joseph Smagorinsky (Earth Science)
- Charles H. Thornton (Engineering)
- Paul B. MacCready (Engineering, Bower Award for Achievement in Science)
- Herbert D. Kelleher (Bower Award for Business Leadership)

### 2004
- Roger Bacon (Mechanical Engineering)
- Harry B. Gray (Chemistry)
- Richard M. Karp (Computer and Cognitive Science)
- Robert B. Meyer (Physics)
- Robert E. Newnham (Electrical Engineering)
- Seymour Benzer (Life Science, Bower Award for Achievement in Science)
- Raymond V. Damadian (Bower Award for Business Leadership)

### 2005
- Elizabeth Helen Blackburn (Life Science)
- Aravind K. Joshi (Computer and Cognitive Science)
- Yoichiro Nambu (Physics)
- Peter R. Vail (Earth Science)
- Andrew J. Viterbi (Electrical Engineering)
- Henri B. Kagan (Chemistry, Bower Award for Achievement in Science)
- Alejandro Zaffaroni (Bower Award for Business Leadership)

### 2006
- Ray W. Clough (Engineering)
- Samuel J. Danishefsky (Chemistry)
- Luna B. Leopold (Earth Science)
- Donald Norman (Computer and Cognitive Science)
- Fernando Nottebohm (Life Science)
- Giacinto Scoles (Physics)
- J. Peter Toennies (Physics)
- M. Gordon Wolman (Earth Science)
- Narain G. Hingorani (Electrical Engineering, Bower Award for Achievement in Science)
- R.E. Turner (Bower Award for Business Leadership)

### 2007
- Klaus Biemann (Chemistry)
- Robert H. Dennard (Electrical Engineering)
- Merton C. Flemings (Materials Science)
- Arthur B. McDonald (Physics)
- Steven W. Squyres (Earth Science)
- Yoji Totsuka (Physics)
- Nancy Wexler (Life Science)
- Stuart K. Card (Computer and Cognitive Science, Bower Award for Achievement in Science)
- Norman R. Augustine (Bower Award for Business Leadership)

### 2008
- Victor Ambros (Life Science)
- David Baulcombe (Life Science)
- Wallace Broecker (Earth Science)
- Albert Eschenmoser (Chemistry)
- Deborah Jin (Physics)
- Judea Pearl (Computer and Cognitive Science)
- Arun Phadke (Electrical Engineering)
- Gary Ruvkun (Life Science)
- James Thorp (Electrical Engineering)
- Takeo Kanade (Computer and Cognitive Science, Bower Award for Achievement in Science)
- Frederick Smith (Bower Award for Business Leadership)

### 2009
- George M. Whitesides (Chemistry)
- J. Frederick Grassle (Earth and Envirnomental Science)
- Lotfi A. Zadeh (Electrical Engineering)
- Stephen J. Benkovic (Life Science)
- Richard J. Robbins (Engineering)
- Ruzena Bajcsy (Computer and Cognitive Science)
- Sandra M. Faber (Physics, Bower Award for Achievement in Science)
- T. Boone Pickens (Bower Award for Business Leadership)

### 2010
- Peter Nowell (Life Science)
- JoAnne Stubbe (Chemistry)
- Juan Ignacio Cirac Sasturain (Physics)
- David J. Wineland (Physics)
- Peter Zoller (Physics)
- Gerhard M. Sessler (Electrical Engineering)
- James E. West (Electrical Engineering)
- Shafrira Goldwasser (Computer Science)
- D. Brian Spalding (Mechanical Engineering)
- W. Richard Peltier (Earth and Envirnomental Science, Bower Award for Achievement in Science)
- William H. Gates, III (Bower Award for Business Leadership)

### 2011
- John R. Anderson (Computer and Cognitive Science)
- Jillian F. Banfield (Earth Science)
- Nicola Cabibbo (Physics)
- Ingrid Daubechies (Electrical Engineering)
- Dean Kamen (Mechanical Engineering)
- Kyriacos Costa Nicolaou (Chemistry)
- George Church (Life Science, Bower Award for Achievement in Science)
- Fred Kavli (Bower Award for Business Leadership)

### 2012
- Sean B. Carroll (Life Science)
- Zvi Hashin (Mechanical Engineering)
- Ellen Stone Mosley-Thompson (Earth Science)
- Jerry Nelson (Electrical Engineering)
- Rashid Sunyaev (Physics)
- Lonnie G. Thompson (Earth Science)
- Vladimir Vapnik (Computer and Cognitive Science)
- Louis E. Brus (Chemistry, Bower Award for Achievement in Science)
- John Chambers (Bower Award for Business Leadership)

### 2013
- Robert A. Berner (Earth and Environmental Science)
- Alexander Dalgarno (Physics)
- Michael Dell & Kenichi Iga (Bower Award)
- Rudolf Jaenisch (Life Science)
- Jerrold Meinwald (Chemistry)
- Subra Suresh (Mechanical Engineering)
- William Labov (Computer and Cognitive Science)
- Kenichi Iga (Electrical Engineering, Bower Award for Achievement in Science)
- Michael S. Dell (Bower Award for Business Leadership)

### 2014
- Daniel Kleppner (Physics)
- Christopher T. Walsh (Chemistry)
- Lisa Tauxe (Earth and Environmental Science)
- Shunichi Iwasaki & Mark H. Kryder (Electrical Engineering)
- Joachim Frank (Life Science)
- Ali H. Nayfeh (Mechanical Engineering)
- Edmund M. Clarke (Computer and Cognitive Science, Bower Award for Achievement in Science)
- William W. George (Bower Award for Business Leadership)

### 2015
- Stephen Lippard (Chemistry)
- Elissa Newport (Computer and Cognitive Science)
- Syukuro Manabe (Earth and Environmental Science)
- Roger F. Harrington (Electrical Engineering)
- Cornelia Bargmann (Life Science)
- Charles L. Kane, Eugene Mele & Shoucheng Zhang (Physics)
- Jean-Pierre Kruth (Mechanical Engineering, Bower Award for Achievement in Science)
- Jon Huntsman, Sr. (Bower Award for Business Leadership)

### 2016
- Nadrian C. Seeman (Chemistry)
- Yale N. Patt (Computer and Cognitive Science)
- Brian F. Atwater (Earth and Environmental Science)
- Solomon W. Golomb (Electrical Engineering)
- Robert S. Langer (Life Science)
- Shu Chien (Mechanical Engineering)
- William J. Borucki (Physics, Bower Award for Achievement in Science)
- Patrick Soon-Shiong (Bower Award for Business Leadership)

### 2017
- Krzysztof Matyjaszewski & Mitsuo Sawamoto (Chemistry)
- Michael I. Posner (Computer and Cognitive Science)
- Nick Holonyak, Jr. (Electrical Engineering)
- Douglas C. Wallace (Life Science)
- Mildred S. Dresselhaus (Materials Science and Engineering)
- Marvin L. Cohen (Physics)
- Claude Lorius (Earth and Environmental Science, Bower Award for Achievement in Science)
- Alan Mulally (Bower Award for Business Leadership)

### 2018
- Susan Trumbore (Earth and Environmental Science)
- Manijeh Razeghi (Electrical Engineering)
- Adrian Bejan (Mechanical Engineering)
- Helen Rhoda Quinn (Physics)
- John B. Goodenough (Chemistry)
- Vinton Gray Cerf & Robert E. Kahn (Computer and Cognitive Science)
- Philippe Horvath (Life Science, Bower Award for Achievement in Science)
- Anne M. Mulcahy (Bower Award for Business Leadership)

### 2019
- John J. Hopfield (Physics)
- John A. Rogers (Materials Engineering)
- James P. Allison (Life Science)
- Eli Yablonovitch (Electrical Engineering)
- Gene E. Likens (Earth and Environmental Science)
- Marcia K. Johnson (Computer and Cognitive Science)
- Frances H. Arnold (Chemistry, Bower Award for Achievement in Science)
- Indra K. Nooyi (Bower Award for Business Leadership)

### 2021
- Roberto Car (Chemistry)
- Michele Parrinello (Chemistry)
- Henry C. Kapteyn (Physics)
- Margaret Murnane (Physics)
- Jeremy Nathans (Life Science)
- C. Daniel Mote (Mechanical Engineering)
- Monica Turner (Earth and Environmental Science)
- Barbara Partee (Computer and Cognitive Science)
- Kunihiko Fukushima (Bower Award for Achievement in Science)
- Arthur D. Levinson (Bower Award for Business Leadership)

### 2022
- Sallie W. Chisholm (Earth and Environmental Science)
- Sheldon Weinbaum (Biomedical Engineering)
- Carol V. Robinson (Chemistry)
- Russell D. Dupuis (Electrical Engineering)
- P. Daniel Dapkus (Electrical Engineering)
- Katalin Karikó (Life Science)
- Drew Weissman (Life Science)
- Edward C. Stone (Physics)

### 2023
- R. Lawrence Edwards (Earth and Environmental Science)
- Nader Engheta (Electrical Engineering)
- Kenneth C. Frazier (Bower Award for Business Leadership)
- Elaine Fuchs (Life Science)
- Philip Kim (Physics)
- Barbara H. Liskov (Computer and Cognitive Science)
- Deb Niemeier (Civil and Mechanical Engineering and Bower Award for Achievement in Science)
- Monika Schleier-Smith (Physics)
- Richard Zare (Chemistry)